# Corneliu Șerban Popa
Corneliu Șerban Popa (n. 15 aprilie 1946, București, România) este un artist plastic român, membru al Academiei Româno-Americane de Științe și Arte din Canada (American Romanian Academy of Arts and Sciences) și al Uniunii Artiștilor Plastici din România, fondator și cofondator la mai multe organizații non-profit cu caracter social și artistic în Quebec, Canada, membru al LiaisonDesign Montréal.

## Educație
Corneliu Șerban Popa a absolvit Liceul de Artă „Nicolae Tonitza” din București în 1965. În continuare, a urmat cursurile Institutului de Arte Plastice „Nicolae Grigorescu”, Facultatea de Arte Decorative, secția de ceramică-sticlă-metal, de unde a absolvit „magna cum laude” în 1971.

## Cariera artistică
Începând cu 1971 a organizat expoziții de artă în România, Germania, Elveția, Franța, Olanda și Canada. A emigrat în Canada în 1984, unde a participat la numeroase întruniri culturale și evenimente științifice: Maison des Arts Rive Sud - St. Lambert (cursuri de artă în diferite tehnici); Les Ateliers Faubourg des Arts, Mont St.-Hilaire (cursuri cu diferite tehnici în arta sticlei); Centrul Cultural Român - Montréal (realizarea pentru CEIC a unui program de formare profesională). Este membru al American Romanian Academy of Arts and Sciences (ARA) începând cu anul 2017.
Corneliu Șerban Popa a fost membru în consiliul de administrație al Centrului Cultural Român din Montréal în perioada 1984-1990. Este unul dintre fondatorii „Casei Artelor Rive-Sud” în 1997, co-fondator al „Les Ateliers du Faubourg des Arts”, Mont St-Hilaire, în 1994, Președinte al Centrului de Expoziții „Constantin Brancusi” (până în 1994), Președinte al Asociației Culturale Româno-Canadiene Hora, vicepreședinte al „Mișcării de solidaritate Québec-Roumanie”, vicepreședinte al Galeriei „Observatoire 4”, membru al Uniunii Artiștilor Plastici din România din 1977. De asemenea, colaborează cu Egidio Costantini-Murano în cadrul Centralei Sticlei și Ceramicii Fine București.
În 1985 a obținut bursa „Resource Technique” a Ministerului Culturii din Quebec, pentru execuția în atelierele Universității UQAM a lucrării „Monsieur Univers” în tehnica sticlă stratificată.
În 1990, a organizat și a conferențiat în cadrul Centrului Internațional de Design Montreal si la Congresul ARA Montreal, cu tema „Omul și Sticla”.
A interpretat un rol secundar în filmul canadian Décharge, regizat de Benoit Pillon și lansat în 2011.

## Opere

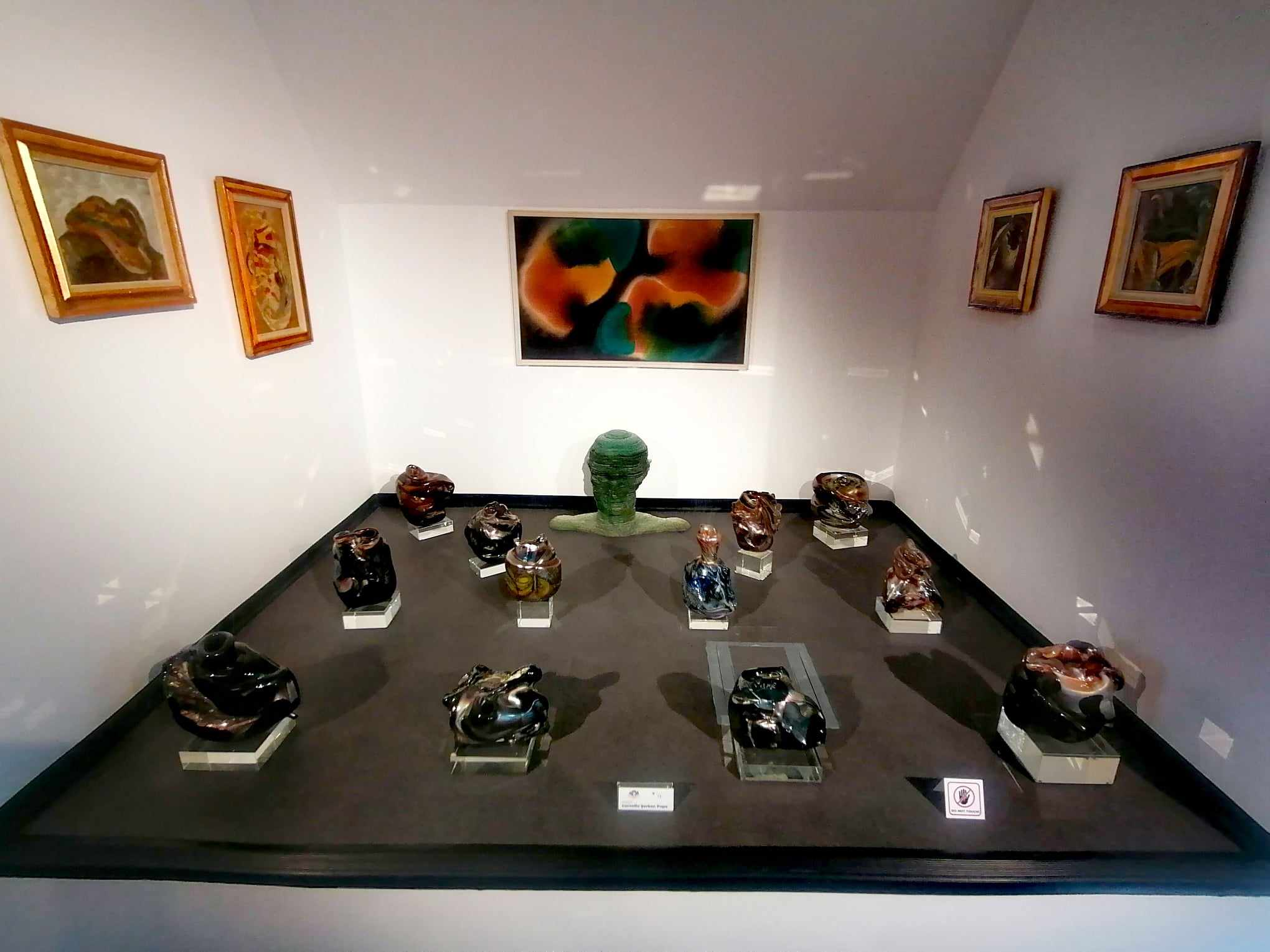
Expoziție Corneliu Șerban Popa la Muzeul Cărții și Exilului Românesc

Corneliu Șerban Popa a realizat opere din sticlă, fibră și sticlă optică, printre care: „Coroana de sticlă”, pentru Casa Regală a României, mobilier din sticlă pentru Roche Bobois, machete pentru monumente naționale (Monumentul Eliberării Poporului Român -1975), proiectul și macheta Univers Gordian (1973), proiectul și macheta pentru Centrul Spațial Canadian, conceptul și realizarea propriu-zisă a trofeului pentru astronautul canadian Steve McLean (2006), cinematografia din Québec la Gala Séquence, CRARR – trofeul contra inegalității rasiale „Frederich Johnson – Droit a l’egalité”.
Operele lui Corneliu Șerban Popa „Omul modular” și „Omul de sticlă” fac parte din colecția de 213 opere de artă ce au fost donate de către artist Muzeului Cărții și Exilului Românesc, în noiembrie 2017.

## Premii
Tehnicile complexe folosite în creațiile artistice pe bază de lemn, plastic, ceramică, sticlă sau piatră i-au adus recunoaștere internațională, atât ca sculptor, cât și ca teoretician inovator. În această calitate, i-au fost acordate distincția Palette d’Or din partea Fédération Internationale Commerce, Industrie et Économie, Paris, în 1979 și Medalia de bronz din partea Société Académique Arts, Sciences, Lettres din Franța.
Alte distincții primite de-a lungul timpului sunt: Certificat de mérite pour accomplissement artistique din partea Guvernului Canadei, Premiul pentru sculptură decernat de Centrul de Expoziții și Artă Contemporană „Constantin Brâncuși”, Montréal, Diploma Doctor Honoris Causa acordată de Academie Culturelle de France.

## Expoziții
Expoziții personale:

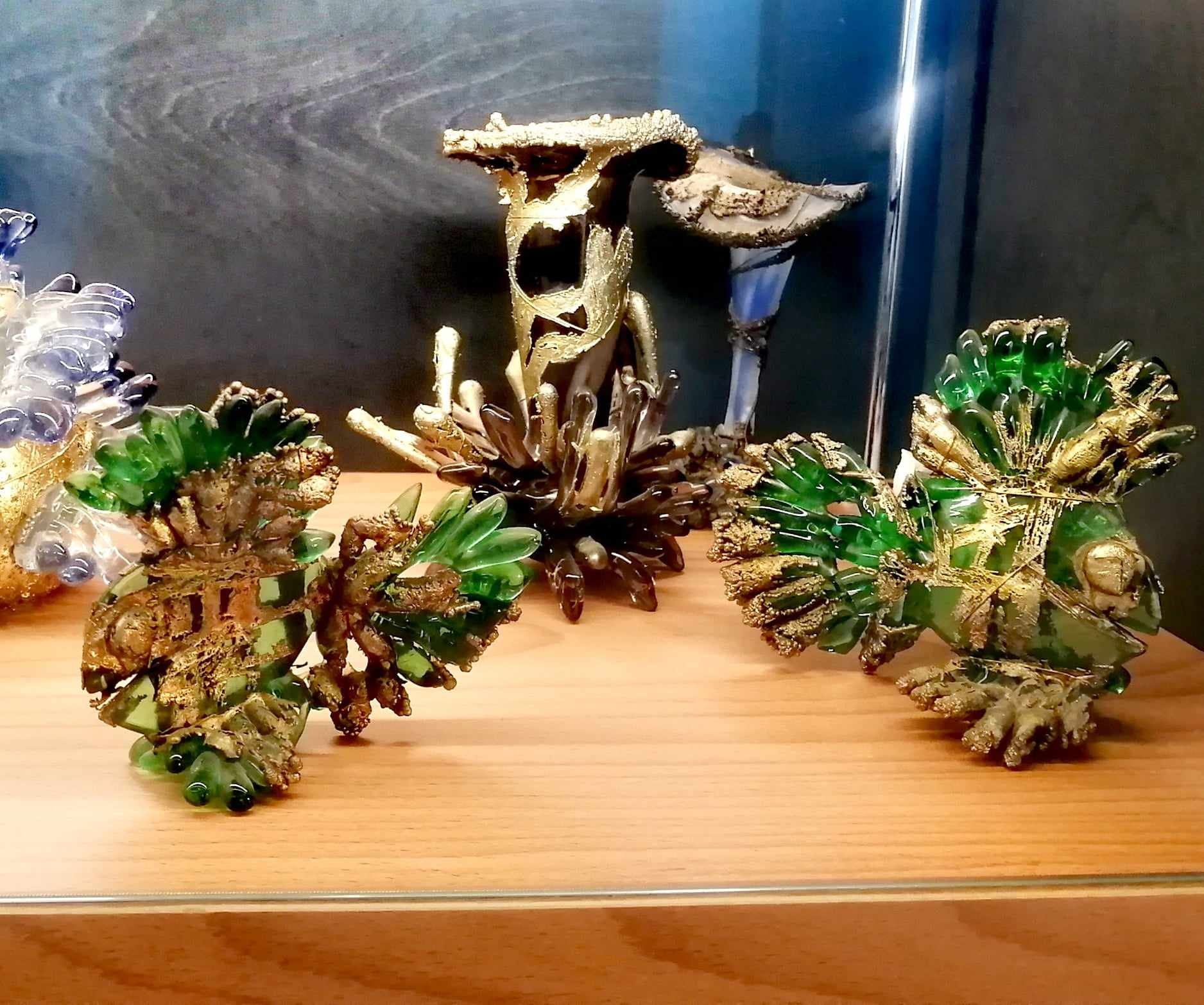
Fragment din expoziția Corneliu Șerban Popa la Muzeul Cărții și Exilului Românesc

- Ambasada României de la Ottowa (2004)
- Biblioteca Municipală, Greenfield Park (1997)
- Festivalul de film de la Montréal (1993)
- Galerie Le Prezente, Bethoncourt (1986)
- Galerie Neues Glas, Stuttgart (1986)
- Galerie Cercle d’Art, Laval (1986)
- Montbéliard, Franța (1986)
- Galerie Cercle d’Art, Laval (1986)
- E.P. Galerie, Düsseldorf (1985)
- Galeria Monica Trujen, Bremen (1985)
- Wisa ‘84’, Künstlerdorf, Bielefeld (1984)
- Rosen Galerie, Amsterdam (1984)
- Galerie Artisans de Paris, Amintiri din epoca sticlei, Paris (1983)
- Amintiri din epoca sticlei, Galeria Eforie, București (1983)
- Galerie Arts et Meubles, Geneva (1982)
- Galeria Slavia, Bremen (1982)
- Sala Kalinderu, Ambiental 1 – spațiu – sunet – timp – lumină, București (1971)[16]